# Andrea Mantegna

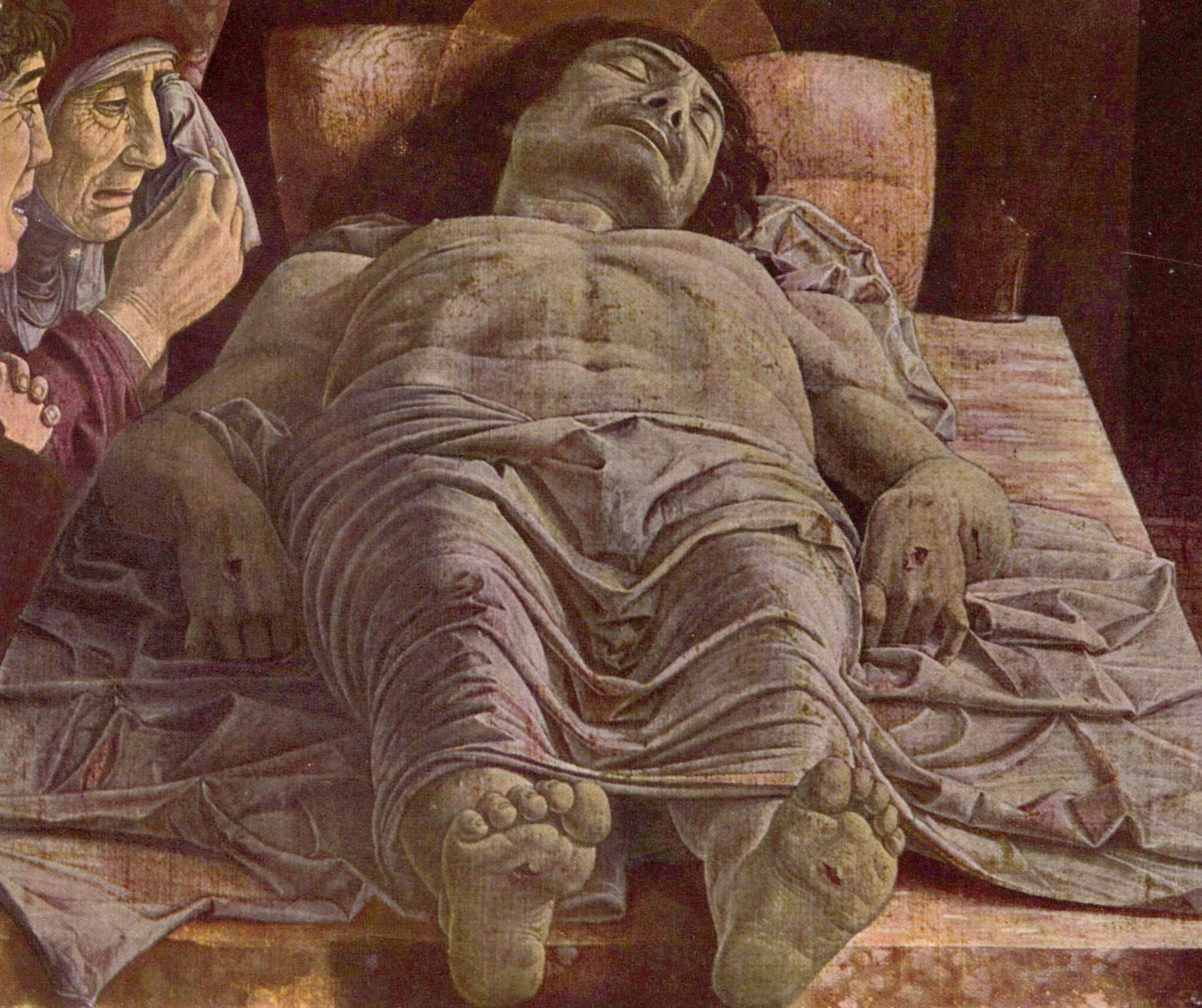
Andrea Mantegna – "Kristi begråtande" (cirka 1490). Pinacoteca di Brera, Milano.

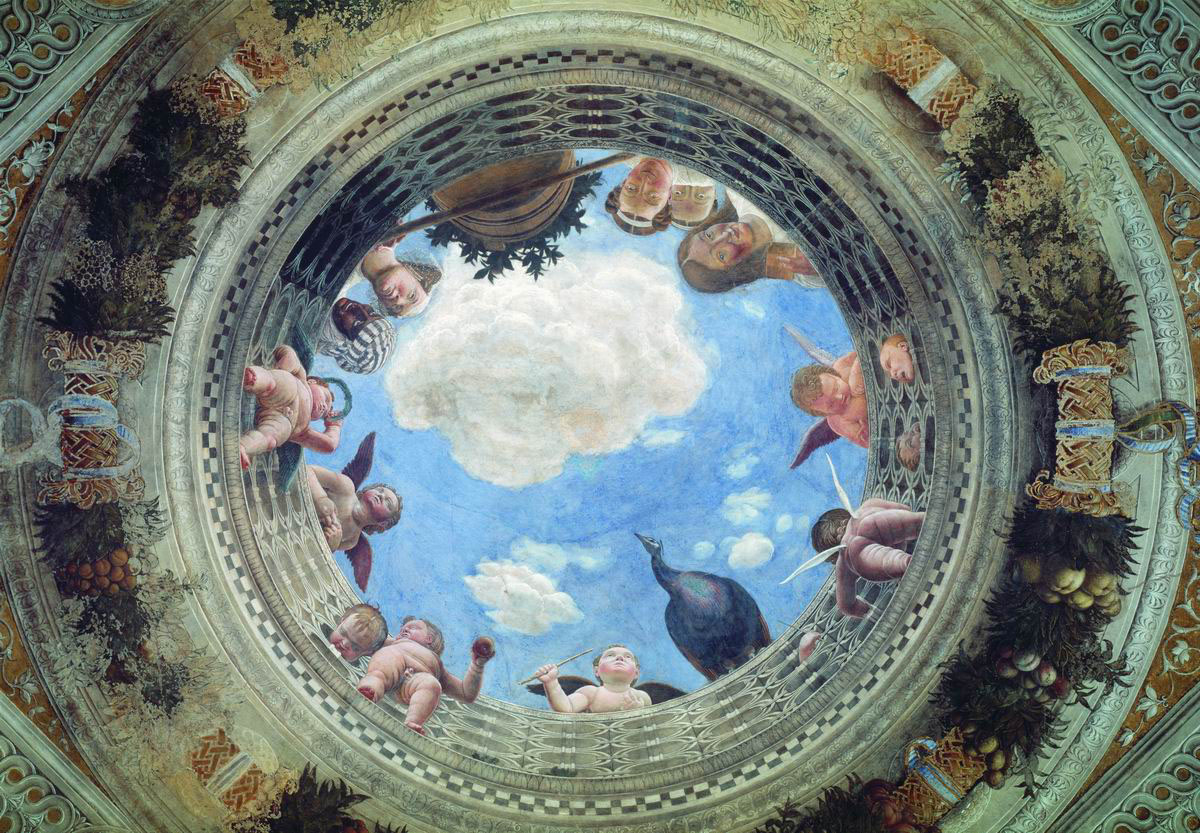
Andrea Mantegna – Takfresk i Brudgemaket, detalj (1465–1474). Palazzo Ducale, Mantua.

Andrea Mantegna, född 1431 i Padua, död 13 september 1506 i Mantua, var en italiensk renässansmålare.

## Biografi
Mantegna utbildades från tio års ålder hos sin adoptivfar Francesco Squarcione i Padua tillsammans med bland andra Giovanni Bellini. Där utförde han bland annat den berömda sviten i Eremitanikyrkan (1448–1456) som nästan helt förstördes i en allierat bombanfall av Padua under andra världskriget. År 1459 eller 1460 blev han utsedd till hovmålare hos markgreven Ludovico II Gonzaga i Mantua, där han sedan förblev verksam fram till sin död frånsett ett antal resor, bland annat till Rom 1488–1490. Mantgena vistades några gånger i Venedig, bland annat cirka 1454–1456. Han gifte sig 1454 med Nicolosia, dotter till Jacopo Bellini.
Mantegna påverkades mycket starkt av skulptören Donatello och dennes beundran för den romerska antiken och påverkade i sin tur bland andra svågern Giovanni Bellini och Albrecht Dürer. I sina verk använder Mantegna ett ofta extremt perspektiv kombinerat med reliefer parallella med bildplanet. Jämfört med Bellini var hans bilder mer realistiska, gestalterna hade mer individuella drag.
I takfresken i Brudgemaket i Palazzo Ducale i Mantua gestaltar Mantegna för första gången i den västerländska konsten ett skenperspektiv som visar en öppning mot himlen. Öppningen har infattats med en balustrad över vilken änglar, människor och djur blickar ner. Denna djärva komposition, kallad sotto in sù, med sin i underperspektiv starkt förkortade framställning blev förebild för senare konstnärer, i synnerhet under barocken. Mantegna finns representerad vid bland annat Statens Museum for Kunst och Göteborgs konstmuseum.